# Östersttjärnen (Norsjö socken, Västerbotten)
Östersttjärnen är en sjö i Norsjö kommun i Västerbotten och ingår i Skellefteälvens huvudavrinningsområde.